# Dyo
Dyo est une commune française située dans le département de Saône-et-Loire, en région Bourgogne-Franche-Comté.

## Géographie

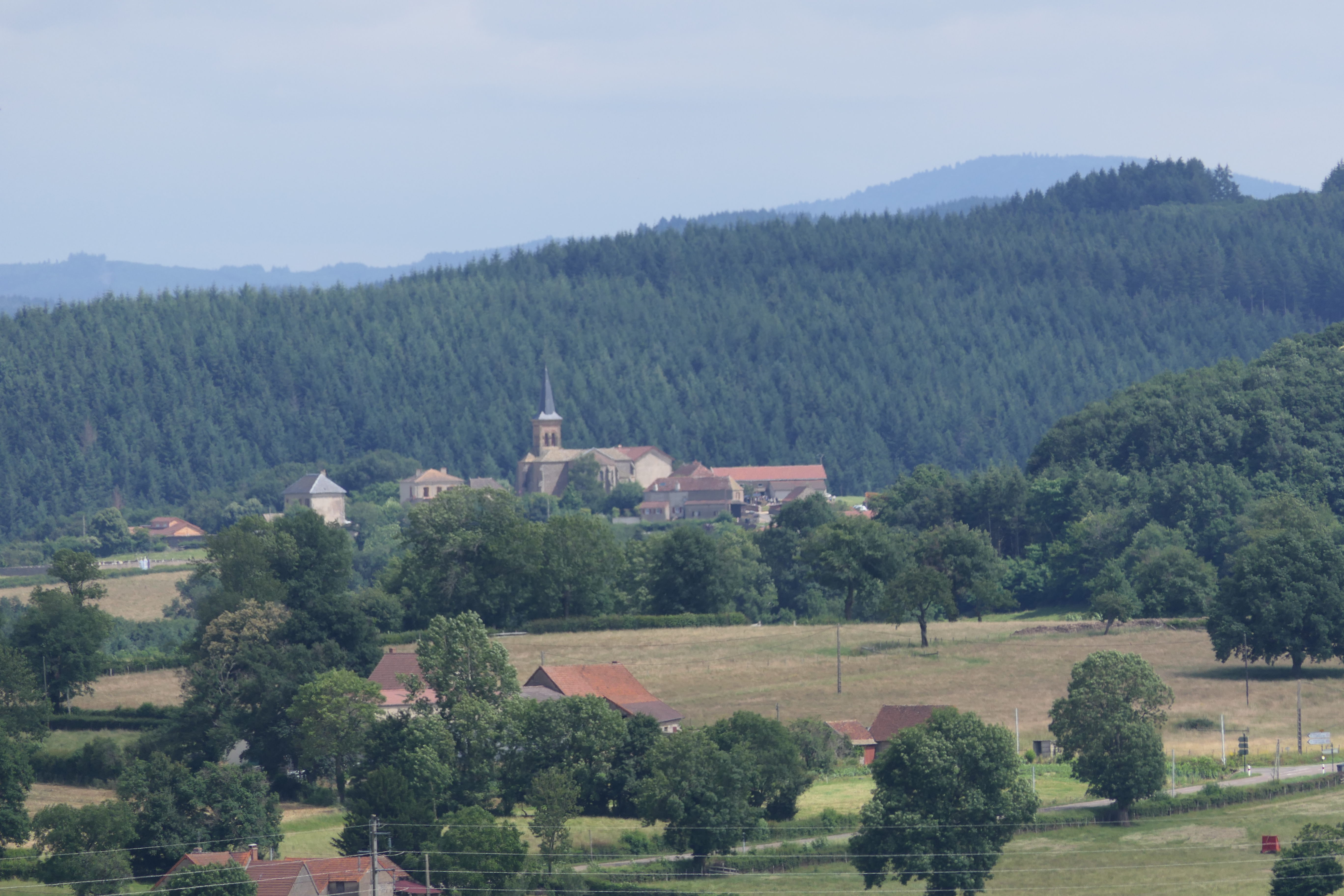
Dyo : le bourg vu du château de Vaulx de Saint-Julien-de-Civry.

Dyo fait partie du Brionnais. Charolles est à 13 km et Paray-le-Monial à 20 km.

### Climat
Pour des articles plus généraux, voir Climat de la Bourgogne-Franche-Comté et Climat de Saône-et-Loire.
En 2010, le climat de la commune est de type climat océanique dégradé des plaines du Centre et du Nord, selon une étude du Centre national de la recherche scientifique s'appuyant sur une série de données couvrant la période 1971-2000. En 2020, Météo-France publie une typologie des climats de la France métropolitaine dans laquelle la commune est dans une zone de transition entre le climat océanique altéré et le climat de montagne ou de marges de montagne et est dans la région climatique Centre et contreforts nord du Massif Central, caractérisée par un air sec en été et un bon ensoleillement.
Pour la période 1971-2000, la température annuelle moyenne est de 10,5 °C, avec une amplitude thermique annuelle de 16,7 °C. Le cumul annuel moyen de précipitations est de 919 mm, avec 11,8 jours de précipitations en janvier et 7,8 jours en juillet. Pour la période 1991-2020, la température moyenne annuelle observée sur la station météorologique de Météo-France la plus proche, « Beaubery », sur la commune de Beaubery à 11 km à vol d'oiseau, est de 10,9 °C et le cumul annuel moyen de précipitations est de 1 020,3 mm. 
La température maximale relevée sur cette station est de 39,4 °C, atteinte le 31 juillet 2020 ; la température minimale est de −18 °C, atteinte le 12 janvier 1987,,.
Les paramètres climatiques de la commune ont été estimés pour le milieu du siècle (2041-2070) selon différents scénarios d'émission de gaz à effet de serre à partir des nouvelles projections climatiques de référence DRIAS-2020. Ils sont consultables sur un site dédié publié par Météo-France en novembre 2022.

## Urbanisme

### Typologie
Au 1er janvier 2024, Dyo est catégorisée commune rurale à habitat très dispersé, selon la nouvelle grille communale de densité à sept niveaux définie par l'Insee en 2022.
Elle est située hors unité urbaine et hors attraction des villes,.

### Occupation des sols
L'occupation des sols de la commune, telle qu'elle ressort de la base de données européenne d’occupation biophysique des sols Corine Land Cover (CLC), est marquée par l'importance des territoires agricoles (83,5 % en 2018), une proportion sensiblement équivalente à celle de 1990 (83,6 %). La répartition détaillée en 2018 est la suivante : prairies (75,8 %), forêts (16,1 %), zones agricoles hétérogènes (7,7 %), zones urbanisées (0,3 %). L'évolution de l’occupation des sols de la commune et de ses infrastructures peut être observée sur les différentes représentations cartographiques du territoire : la carte de Cassini (XVIIIe siècle), la carte d'état-major (1820-1866) et les cartes ou photos aériennes de l'IGN pour la période actuelle (1950 à aujourd'hui).

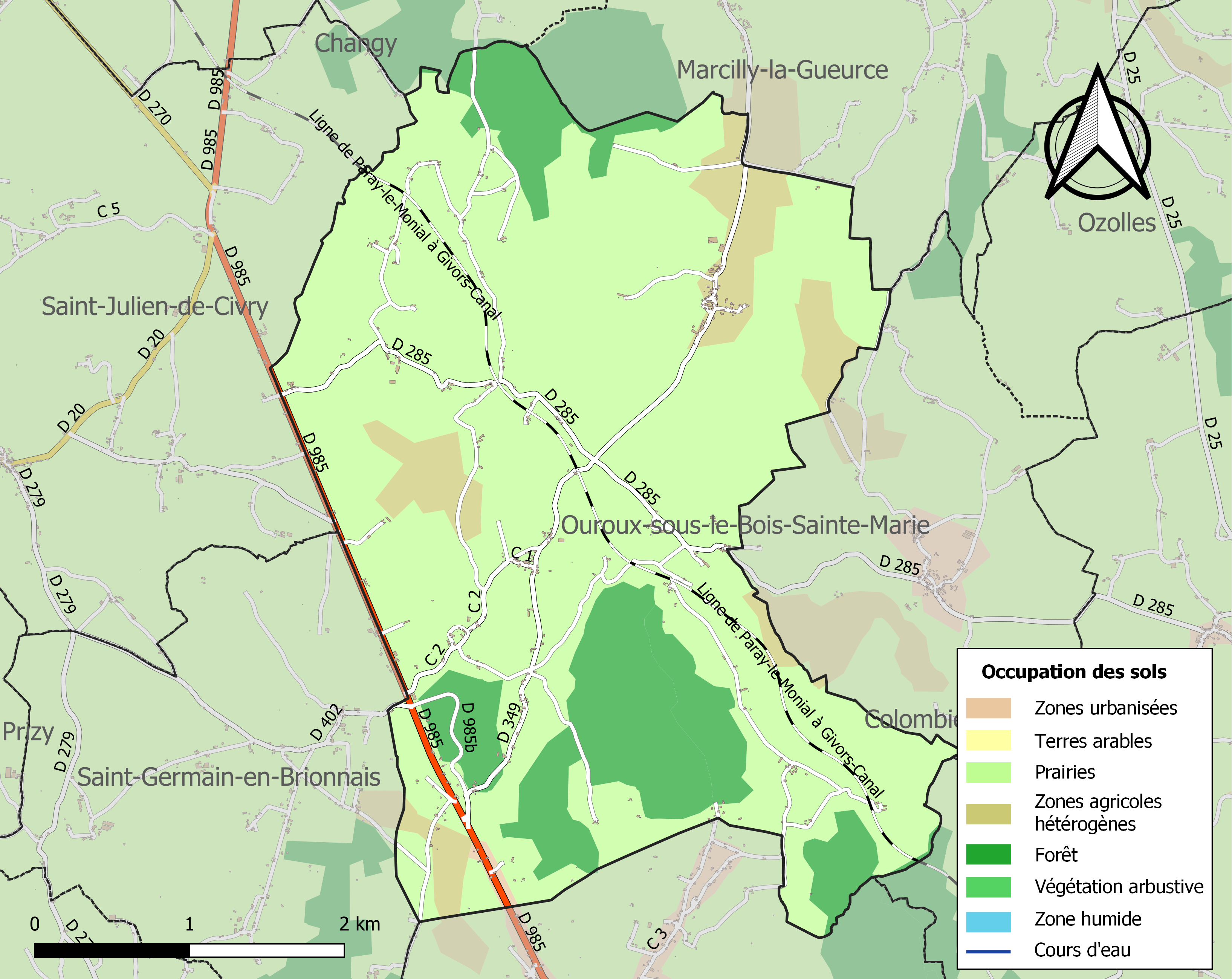
Carte des infrastructures et de l'occupation des sols de la commune en 2018 (CLC).

## Histoire
L'occupation du site remonte sans doute à l'époque carolingienne. Il est marqué par la maison de Dyo – dite aussi à partir d'une certaine époque « Palatin de Dyo », du nom d'une famille à laquelle cette maison s'était alliée –, famille noble de Bourgogne qui posséda plusieurs fiefs, notamment celui de Dyo en Mâconnais. Elle avait pour armes : « Fascé d'or et d'azur, à la bordure de gueules. ».
- Fin du XIe siècle : le fief appartient à la maison de Dyo.
- 1336 : à la suite du mariage de Guyot de Dyo avec Alix Palatin, les Dyo ajoutent à leur patronyme celui de Palatin (ils seront donc les « comtes Palatin de Dyo », et non des « comtes palatins de Dyo » comme il pourrait sembler).
- Milieu du XVIIe siècle : par mariage, Marie-Élisabeth Palatin de Dyo apporte la seigneurie à Louis-Antoine-Hérard Damas d'Anlezy.
- 1789 : Marie-Angélique de Gassion, veuve de Louis Damas d'Anlezy, en est propriétaire.
- XVIIIe siècle : le château tombe en ruines[13].

## Politique et administration

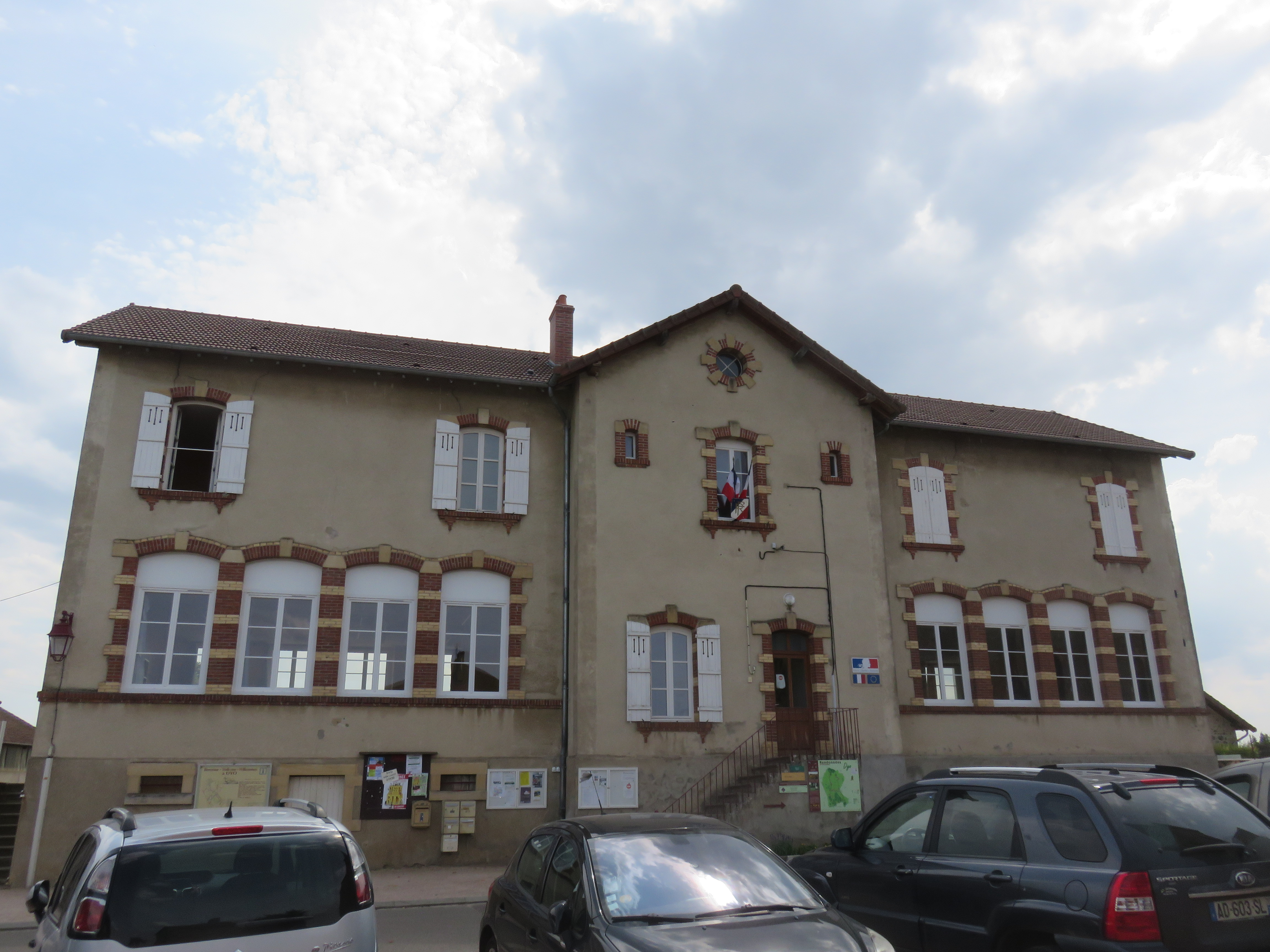
Mairie de Dyo.

| Période                                  | Période        | Identité          | Étiquette | Qualité |
| ---------------------------------------- | -------------- | ----------------- | --------- | ------- |
| 1945                                     | 1947           | François Vaizand  |           |         |
| 1947                                     | 1980           | Henri Michel      |           |         |
| 1980                                     | mars 1989      | Francis Verchère  |           |         |
| mars 1989                                | juin 1995      | Henri Fayolle     |           |         |
| juin 1995                                | mars 2014      | Jean-Paul Michel  |           |         |
| mars 2014                                | septembre 2018 | Isabelle Lenglain |           |         |
| novembre 2018                            | En cours       | Jérôme Debarreix  |           |         |
| Les données manquantes sont à compléter. |                |                   |           |         |

## Démographie
L'évolution du nombre d'habitants est connue à travers les recensements de la population effectués dans la commune depuis 1793. Pour les communes de moins de 10 000 habitants, une enquête de recensement portant sur toute la population est réalisée tous les cinq ans, les populations de référence des années intermédiaires étant quant à elles estimées par interpolation ou extrapolation. Pour la commune, le premier recensement exhaustif entrant dans le cadre du nouveau dispositif a été réalisé en 2008.

En 2022, la commune comptait 325 habitants, en évolution de −5,52 % par rapport à 2016 (Saône-et-Loire : −1,06 %, France hors Mayotte : +2,11 %).
| 1793 | 1800 | 1806 | 1821  | 1831  | 1836  | 1841  | 1846  | 1851  |
| ---- | ---- | ---- | ----- | ----- | ----- | ----- | ----- | ----- |
| 905  | 850  | 836  | 1 003 | 1 068 | 1 028 | 1 008 | 1 071 | 1 080 |

| 1856  | 1861 | 1866 | 1872 | 1876 | 1881 | 1886 | 1891 | 1896 |
| ----- | ---- | ---- | ---- | ---- | ---- | ---- | ---- | ---- |
| 1 006 | 941  | 934  | 906  | 914  | 877  | 891  | 851  | 843  |

| 1901 | 1906 | 1911 | 1921 | 1926 | 1931 | 1936 | 1946 | 1954 |
| ---- | ---- | ---- | ---- | ---- | ---- | ---- | ---- | ---- |
| 791  | 740  | 718  | 656  | 655  | 634  | 566  | 518  | 487  |

| 1962 | 1968 | 1975 | 1982 | 1990 | 1999 | 2006 | 2008 | 2013 |
| ---- | ---- | ---- | ---- | ---- | ---- | ---- | ---- | ---- |
| 438  | 417  | 373  | 352  | 338  | 327  | 333  | 335  | 347  |

| 2018 | 2022 | - | - | - | - | - | - | - |
| ---- | ---- | - | - | - | - | - | - | - |
| 337  | 325  | - | - | - | - | - | - | - |

## Culture locale et patrimoine

### Lieux et monuments

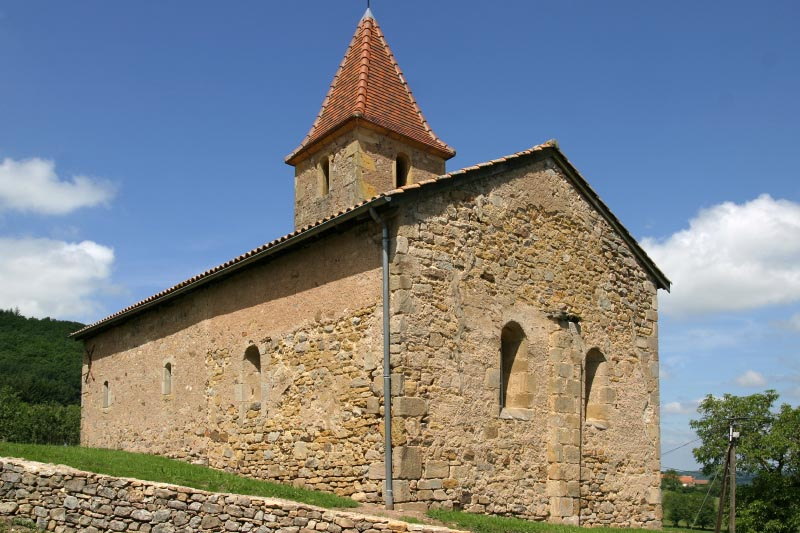
Le chevet de la chapelle du hameau de Saint-Prix.

Parmi les lieux et monuments de Dyo figurent notamment :
- le château de Dyo ;
- La maison forte de Lavaux ;
- l'église, sous le vocable de Saint-Pierre-aux-Liens, qui date de 1870 et a été construite d'après des plans dressés par l'architecte Giroud (de Mâcon)[18] ;
- la chapelle du hameau de Mans (remaniée en 1837) ;
- le viaduc de La Côte, construit dans le cadre des travaux d'aménagement de la voie ferrée de 95,5 kilomètres partant de Lozanne et conduisant à Paray-le-Monial, entrée en service le 1er septembre 1900 (la Compagnie PLM étant concessionnaire de la ligne) ;
- la chapelle du hameau de Saint-Prix, petit édifice à nef unique ouvrant par un arc en plein cintre sur un chœur à chevet plat voûté de longues arêtes (le plan au sol, de forme trapézoïdale, de même que la nature des maçonneries ainsi que les claveaux étroits et réguliers de l’arc indiquent que la nef serait romane, tandis que le chœur et les fenêtres fortement ébrasées correspondraient à des réaménagements postérieurs)[19] ;
- le hameau de Mans, hameau préservé fait de constructions représentatives de l'habitat rural en Charolais[20].

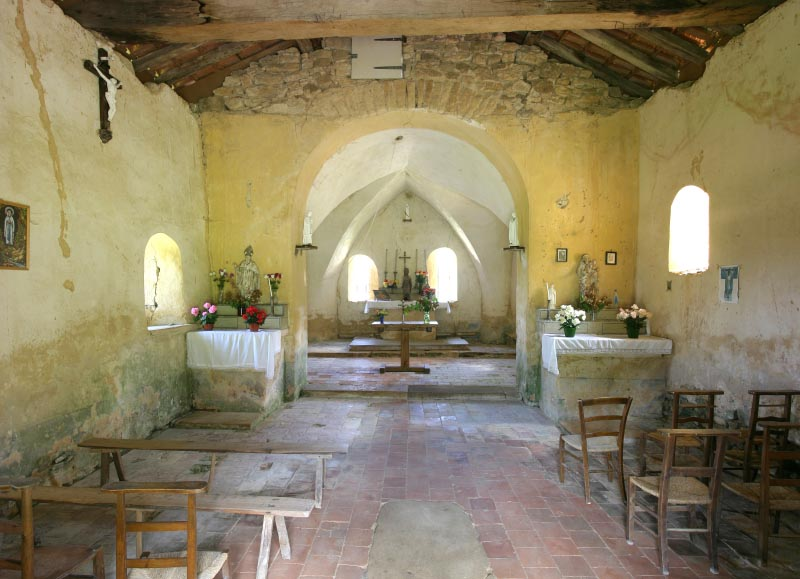
L'intérieur de la chapelle de Saint-Prix.
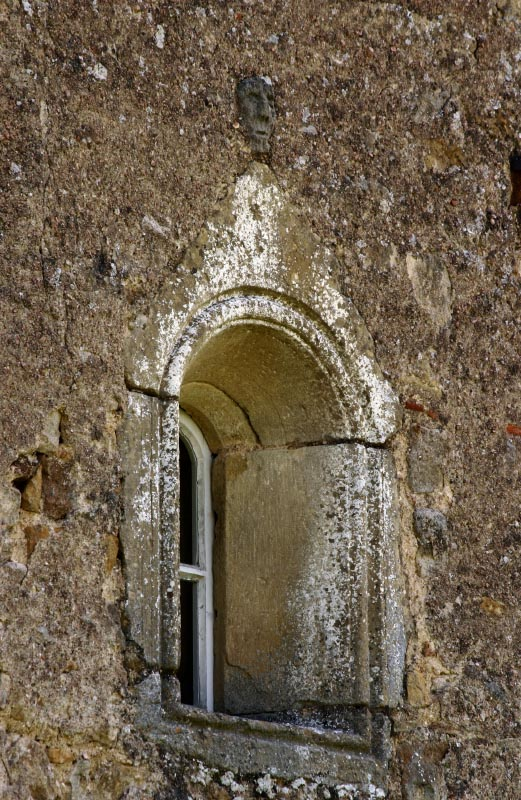
Chapelle de Saint-Prix : la fenêtre nord et la tête sculptée.

### Héraldique
| Blason de Dyo | Blason  | Fascé d'or et d'azur de 6 pièces à la bordure de gueules. Une clé d'argent brochant sur le fascé l'anneau en pointe, le panneton à dextre. |

Armes de la maison de Dyo.

Armes des Damas.

| Blason de Dyo | Détails | Le statut officiel du blason reste à déterminer.                                                                                           |

## Pour approfondir